# Saison 2021 de l'équipe cycliste Astana-Premier Tech
La saison 2021 de l'équipe cycliste Astana-Premier Tech est la quinzième de cette équipe.

## Coureurs et encadrement technique

### Arrivées et départs
| Coureur             | Provenance             | Durée contrat |
| ------------------- | ---------------------- | ------------- |
| Samuele Battistella | NTT                    | 2021-2022     |
| Gleb Brussenskiy    | Vino-Astana Motors     | 2021-2022     |
| Stefan de Bod       | NTT                    | 2021-2022     |
| Yevgeniy Fedorov    | Vino-Astana Motors     | 2021-2022     |
| Benjamin Perry      | Israel Cycling Academy | 2021          |
| Andrea Piccolo      | Colpack-Ballan         | 2021-2022     |
| Javier Romo         | Baqué-Ideus-BH         | 2021-2023     |
| Matteo Sobrero      | NTT                    | 2021          |

| Coureur            | Nouvelle équipe | Durée contrat |
| ------------------ | --------------- | ------------- |
| Zhandos Bizhigitov |                 |               |
| Hernando Bohórquez |                 |               |
| Laurens De Vreese  | Alpecin-Fenix   | 2021          |
| Daniil Fominykh    |                 |               |
| Miguel Ángel López | Movistar        | 2021          |

### Effectif actuel
| Coureur             | Date de Nais.              | Équipe en 2020     | Cont. |
| ------------------- | -------------------------- | ------------------ | ----- |
| Alex Aranburu       | 19 septembre 1995 (26 ans) | Astana             | 2021  |
| Samuele Battistella | 14 novembre 1998 (23 ans)  | NTT Pro Cycling    | 2022  |
| Manuele Boaro       | 12 mars 1987 (34 ans)      | Astana             | 2021  |
| Gleb Brussenskiy    | 18 avril 2000 (21 ans)     | Vino-Astana Motors | 2022  |
| Rodrigo Contreras   | 2 juin 1994 (27 ans)       | Astana             | 2021  |
| Stefan de Bod       | 17 novembre 1996 (25 ans)  | NTT Pro Cycling    | 2022  |
| Yevgeniy Fedorov    | 16 février 2000 (21 ans)   | Vino-Astana Motors | 2022  |
| Fabio Felline       | 29 mars 1990 (31 ans)      | Astana             | 2021  |
| Omar Fraile         | 17 juillet 1990 (31 ans)   | Astana             | 2021  |
| Jakob Fuglsang      | 22 mars 1985 (36 ans)      | Astana             | 2021  |
| Yevgeniy Gidich     | 19 mai 1996 (25 ans)       | Astana             | 2021  |
| Jonas Gregaard      | 30 juillet 1996 (25 ans)   | Astana             | 2021  |
| Dmitriy Gruzdev     | 10 juin 1991 (30 ans)      | Astana             | 2021  |
| Hugo Houle          | 27 septembre 1990 (31 ans) | Astana             | 2022  |
| Gorka Izagirre      | 7 octobre 1987 (34 ans)    | Astana             | 2021  |
| Ion Izagirre        | 4 février 1989 (32 ans)    | Astana             | 2021  |

| Coureur           | Date de Nais.              | Équipe en 2020         | Cont. |
| ----------------- | -------------------------- | ---------------------- | ----- |
| Merhawi Kudus     | 23 janvier 1994 (27 ans)   | Astana                 | 2021  |
| Alexey Lutsenko   | 7 septembre 1992 (29 ans)  | Astana                 | 2024  |
| Davide Martinelli | 31 mai 1993 (28 ans)       | Astana                 | 2021  |
| Yuriy Natarov     | 28 décembre 1996 (25 ans)  | Astana                 | 2021  |
| Benjamin Perry    | 7 avril 1994 (27 ans)      | Israel Start-Up Nation | 2021  |
| Andrea Piccolo    | 23 mars 2001 (20 ans)      | Colpack-Ballan         | 2021  |
| Vadim Pronskiy    | 4 juin 1998 (23 ans)       | Astana                 | 2022  |
| Óscar Rodríguez   | 6 mai 1995 (26 ans)        | Astana                 | 2021  |
| Javier Romo       | 6 janvier 1999 (22 ans)    | Baqué-Ideus-BH         | 2023  |
| Luis León Sánchez | 24 novembre 1983 (38 ans)  | Astana                 | 2021  |
| Matteo Sobrero    | 14 mai 1997 (24 ans)       | NTT Pro Cycling        | 2021  |
| Nikita Stalnov    | 14 septembre 1991 (30 ans) | Astana                 | 2021  |
| Harold Tejada     | 27 avril 1997 (24 ans)     | Astana                 | 2021  |
| Aleksandr Vlasov  | 23 avril 1996 (25 ans)     | Astana                 | 2021  |
| Artyom Zakharov   | 23 avril 1996 (25 ans)     | Astana                 | 2021  |

## Champions nationaux, continentaux et mondiaux
| Date              | Course                                      | Maillot | Coureurs         | Pays       | Lieu          |
| ----------------- | ------------------------------------------- | ------- | ---------------- | ---------- | ------------- |
| 17 juin 2021      | Championnats de Russie du contre-la-montre  |         | Aleksandr Vlasov | Russie     | Penza         |
| 18 juin 2021      | Championnats d'Italie du contre-la-montre   |         | Matteo Sobrero   | Italie     | Faenza        |
| 18 juin 2021      | Championnats d'Espagne du contre-la-montre  |         | Ion Izagirre     | Espagne    | Busot         |
| 19 juin 2021      | Championnats du Kazakhstan sur route        |         | Yevgeniy Fedorov | Kazakhstan | Petropavl     |
| 20 juin 2021      | Championnats d'Espagne sur route            |         | Omar Fraile      | Espagne    | La Nucia      |
| 25 juin 2021      | Championnats d'Érythrée du contre-la-montre |         | Merhawi Kudus    | Érythrée   |               |
| 10 septembre 2021 | Championnats du Canada du contre-la-montre  |         | Hugo Houle       | Canada     | Saint-Prosper |